# Marie-Éléonore Godefroid
Marie-Éléonore Godefroid (París, 20 de junio de 1778 – junio de 1849) fue una pintora, retratista, dibujante, acuarelista y pastelista francesa.

## Trayectoria
Nieta de una familia de artistas, formada por Marie-Jacobe van Merle Godefroid y su esposo Ferdinand-Joseph Godefroid, que se instalaron en París en 1727 provenientes de Amberes, y que trabajaron como marchantes de arte y restauradores oficiales de la realeza francesa. Godefroid estudió arte con su padre, el también restaurador de arte, Joseph-Ferdinand-François Godefroid y vivió hasta los diez años en el Palacio del Louvre. Después de la muerte de su padre, en 1788, su madre se ocupó del desarrollo de sus habilidades artísticas. En 1790 se convirtió en instructora de artes y música en el Instituto de Saint-Germain-en-Laye de Jeanne Campan, en el que se formaba a las mujeres jóvenes de la élite napoleónica. En 1795, dejó su puesto para dedicarse por completo a la pintura. Godefroid se formó en el estilo Davidiano de Jacques-Louis David y fue alumna de Jean-Baptiste Isabey, un pintor francés especializado en óleo, acuarela y pasteles.  
Alrededor de 1805, Godefroid se unió al taller del barón François Gérard, uno de los pintores más importantes de la Francia de Napoleón, y en 1812 se convirtió en la asistente de su oficina y estudio, así como en su amiga personal y la de su esposa y sobrinos. De su trabajo con Gérard, se le atribuyen varias copias y modelos para la fábrica de tapices Gobelins. 
En 1800, con veinticuatro años, Godefroid expuso por primera vez su obra, y hasta 1847, sus retratos se mostraron en diecinueve exposiciones del Salón de París. En 1810, exhibió los famosos Portraits of the Children of Marshall Duke d'Enghien (Portrait en pied des enfans de M.gr le maréchal duc d'Elchingen) un retrato de cuerpo entero de los hijos del Mariscal Ney, obra que muestra a los niños vestidos con disfraces, el mayor de ocho años, Joseph Napoléon, el segundo, Louis Louis, y el menor de dos años, Eugène. Godefroid ganó dos medallas del Salón de París, una en 1812 y otra en 1824. 
Algunas de sus otras obras exhibidas, incluyeron retratos de los hijos del duque de Rovigo y la reina Hortense de Beauharnais, realizados en 1812, de los hijos del duque de Orleans pintados en 1819 y 1822, y del propio duque de Orleans y Monsieur y Madame de Guiche de 1827. También retrató a otras figuras notables, como el político argelino Abd el-Kader, el pintor francés Jacques-Louis David, Jeanne Campan, la escritora francesa Madame de Staël, y los diplomáticos franceses Talleyrand y mariscal Lauriston, entre otros. Godefroid también pintó varios retratos que no se exhibieron, como los de Mrs. Oudenarde, la condesa Latour Maubourg, el violinista Pierre Rode y el matemático Camille Jordan, cuyo retrato fue grabado por Mullier. 
Gracias al apoyo de Gérard, sobrevivió a los trastornos políticos de la época y pudo seguir trabajando como artista. Después de la muerte de Gérard en 1837, Godefroid completó uno de sus cuadros de historia con técnicas mixtas, ayudó a su sobrino a escribir su biografía y permaneció en la casa de su mentor con su viuda, donde siguió recibiendo encargos, incluido el cuadro, Notre-Dame du Rosaire, para una iglesia de Senegal, entonces colonia francesa.
Godefroid fue una de las muchas mujeres artistas patrocinadas por la emperatriz francesa, Joséphine de Beauharnais. También trabajó como copista y reprodujo varias obras para el gobierno francés, incluidos los retratos de Luis XVIII y Carlos X. Soltera y sin hijos, murió en 1849 sin alcanzar independencia financiera y con dificultades económicas, situación que dificultó preservar y promover su legado artístico.

## Obra
Algunas de sus principales obras son:
- Portraits of the Children of Marshall Duke d'Enghien (1810)
- Portrait of Queen Hortense with her Children (1812)
- The Royal Princes
- Portrait of the Princesses Louise and Marie d'Orléans
- Portrait of the Prince de Joinville
- Portrait of Madame de Staël

## Galería

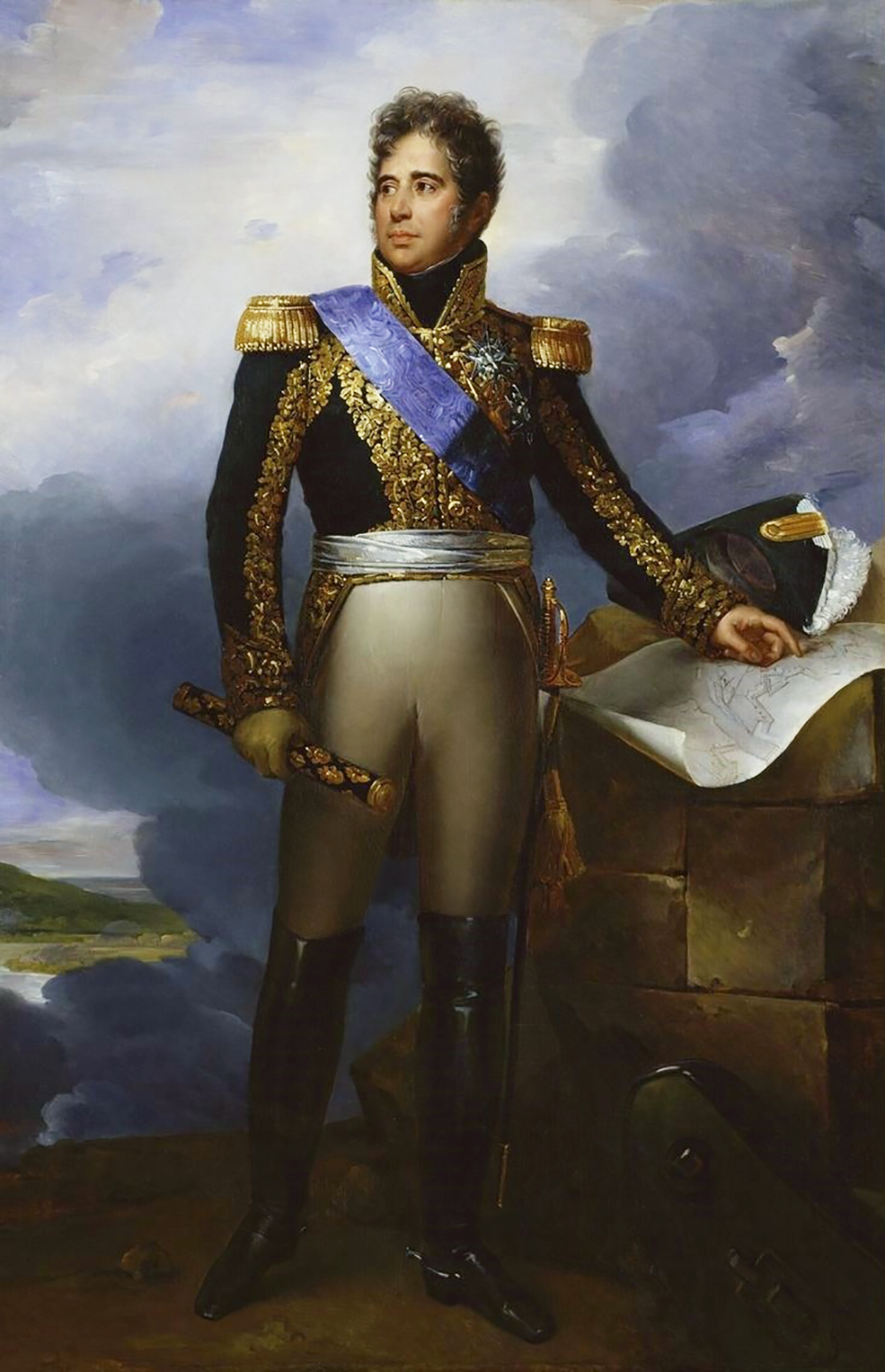
Jacques-Alexandre-Bernard Law (1824)
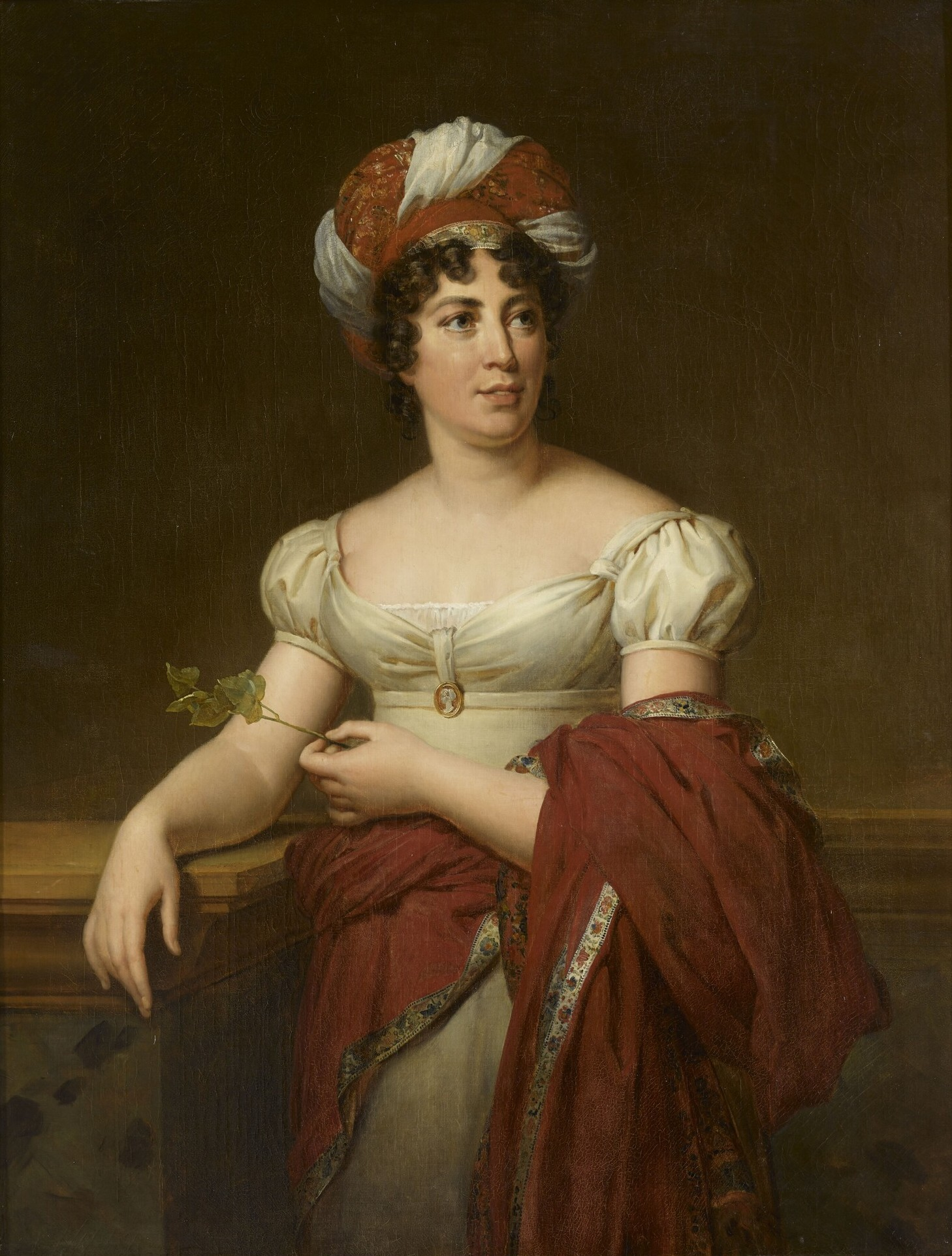
Madamme de Staël (hacia 1818-1849)
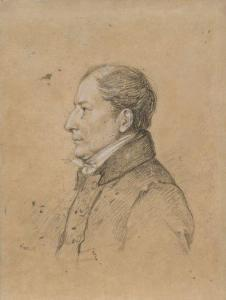
François Gérard (1835)
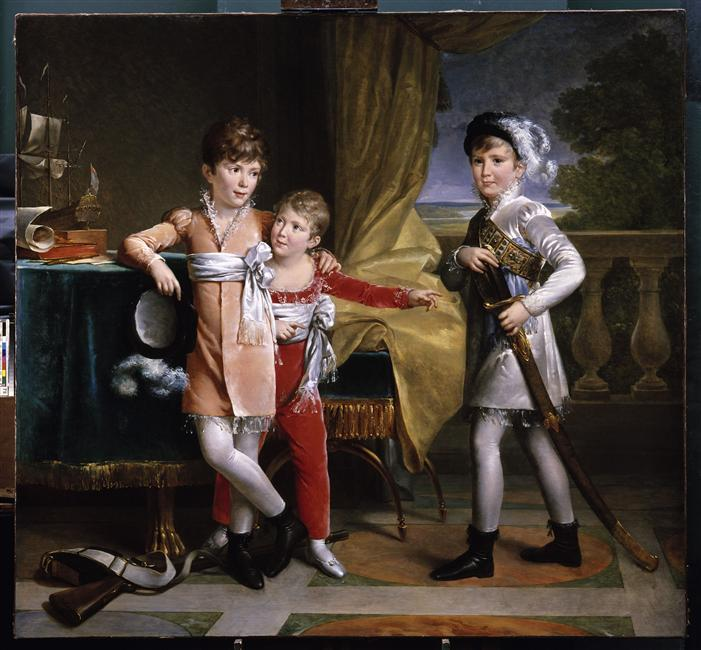
Les fils du maréchal Ney (1810)
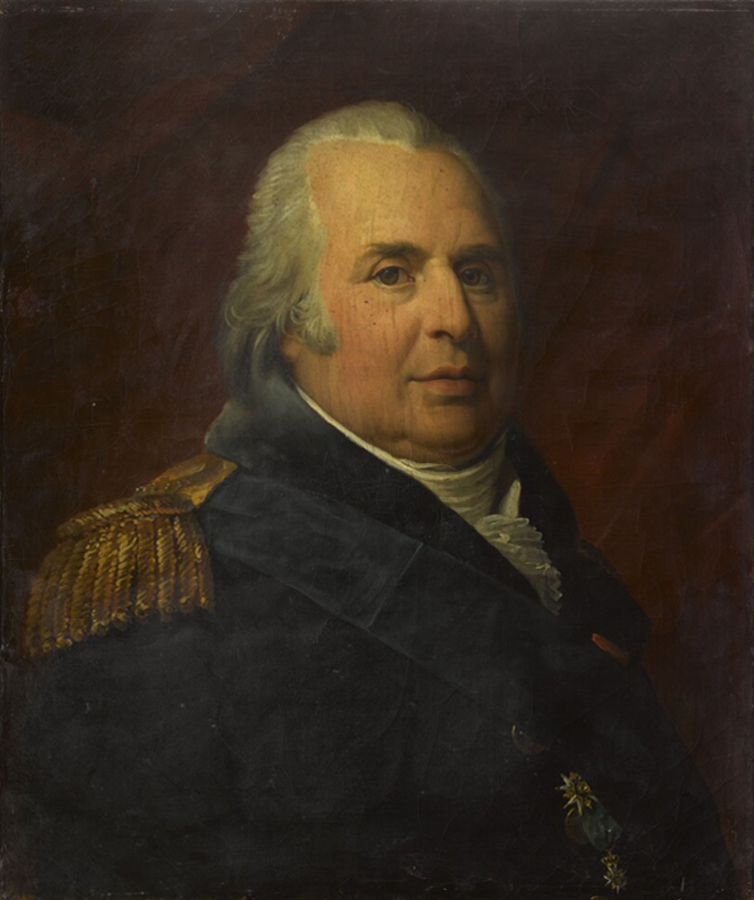
Louis XVIII of France (hacia 1814)
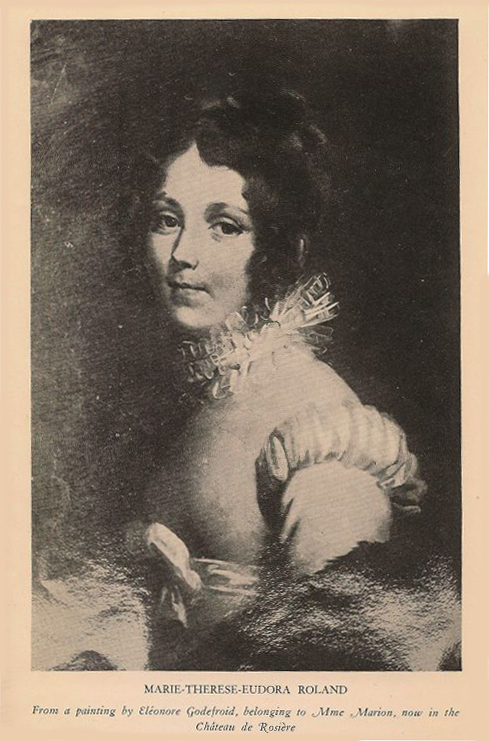
Eudora Roland (s XIX)
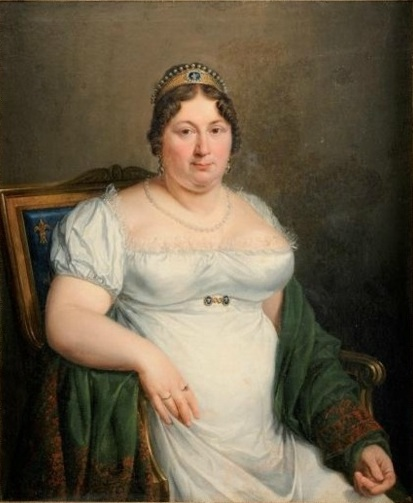
Maria Giuseppina di Savoia